# Robert Suter
Robert Suter (* 30. Januar 1919 in St. Gallen; † 11. Juni 2008 in Basel; heimatberechtigt in Krummenau und St. Gallen) war ein Schweizer Komponist und Pianist, der auch im Jazzbereich tätig war.

## Leben und Wirken
Suter wuchs in einer musikliebenden Familie auf, die u. a. mit Othmar Schoeck befreundet war. Der Rechtsanwalt und Offizier Richard Suter war sein Bruder. Mit acht Jahren begann Robert Suter mit dem Klavierunterricht und komponierte bereits früh. Als Gymnasiast entschloss er sich, Musik zum Beruf zu machen, und brach die Kantonsschule vor der Matura ab. Ab 1937 studierte er am Konservatorium der Musik-Akademie Basel Klavier bei Paul Baumgartner. Von Walter Müller von Kulm und Ernst Mohr liess er sich dann zum Musiktheorielehrer ausbilden (Diplom 1943), nachdem er in der Zeit des Zweiten Weltkriegs – bedingt durch den aktiven Milizdienst – teilweise seine Studien unterbrechen musste. Von 1945 bis 1950 arbeitete er als Theorielehrer am Konservatorium Bern; erste grössere Kompositionen entstanden. 1950 wurde er an die Musik-Akademie Basel gewählt. Dort unterrichtete er bis 1955 an der Musikschule und dann bis zu seiner Pensionierung 1984 am Konservatorium Basel Komposition, Kontrapunkt, Harmonielehre, Analyse, aber auch Improvisation.
Als Komponist war Suter weitgehend Autodidakt, auch wenn er nach seinem Theorielehrer-Studium einige Stunden von dem Busoni-Schüler Walther Geiser erhielt; in den 1950er Jahren nahm er bei Wladimir Vogel Unterricht in Arnold Schönbergs Zwölftontechnik. Bei den Darmstädter Ferienkursen erhielt er weitere Anregungen durch Wolfgang Fortner und Ernst Krenek. Suter bewahrte sich als Komponist eine unabhängige Haltung; neben Kammermusik schrieb er auch für Hörspiele und Stummfilme, Cabaret und Jazzensembles. Herauszuheben ist auch das Schlagzeugkonzert (1999) Jeux d’après un ballet imaginaire für die Basel Sinfonietta und Schlagzeuger Fritz Hauser.
Zwischen 1954 und 1964 präsidierte er der Ortsgruppe Basel der Internationalen Gesellschaft für Neue Musik. Während mehrerer Jahre war er als freier Mitarbeiter von Radio Basel als Musikredakteur für das „Montagsstudio“ verantwortlich. 
Mehrere Jahrzehnte spielte Suter als Pianist Hot Jazz und Swing im Amateurlager. Er begann als Student bei den Broadway Stars und Swing Kiddies; dann spielte er mit dem Klarinettisten Peter Wyss in der Traditional-Jazz-Band "Barrelhouse Boys". 1948 gründete er mit diesem und Lukas Burckhardt, Balz Fischer sowie Willy Bosshardt die über viele Jahre bestehenden Darktown Strutters, die ab 1951 mehrfach auf dem Amateur Jazz Festival Zürich ausgezeichnet wurden und mit der er mehrere Platten einspielte. Auch als Solopianist erhielt er auf dem Zürcher Festival mehrfach den ersten bzw. zweiten Preis. Weiterhin begleitete er Edmond Hall, Jimmy Archey und Wild Bill Davison.
Robert Suter ist der Vater des Piloten und Unternehmers Moritz Suter.

## Preise und Auszeichnungen
Suter erhielt zahlreiche Preise, darunter 1977 den Komponistenpreis des Schweizerischen Tonkünstlervereins.

## Diskographische Hinweise
- Robert Suter: Trois Nocturnes / Streichquartett / Ballade (mit Hirofumi Fukai, Amati Quartett und dem Radio Sinfonie Orchester Frankfurt);
- Robert Suter: Suiten für Klavier Nr. 1 & 2 / Deutsche Chansons; Claudia Sutter: unfassbar (Claudia Sutter, Klavier; Leslie Leon, Mezzosopran); Guild GMCD 7382.